# Ctenomys tuconax
Espèce
Statut de conservation UICN

 DD  : Données insuffisantes
Ctenomys tuconax est une espèce qui fait partie des rongeurs de la famille des Ctenomyidae. Comme les autres membres du genre Ctenomys, appelés localement des tuco-tucos, c'est un petit mammifère d'Amérique du Sud bâti pour creuser des terriers. Ce rongeur est endémique d'Argentine où il est considéré par l'UICN comme étant peut-être menacé.
L'espèce a été décrite pour la première fois en 1925 par le zoologiste britannique Michael Rogers Oldfield Thomas (1858-1929).

## Distribution
Cette espèce est endémique de la province de Tucumán en Argentine.

## Publication originale
- Thomas, 1925 : On some Argentine mammals. Two new rodents from Tucumán Province. Annals and Magazine of Natural History, ser. 9, vol. 15, p. 582-584.